# Landmine Survivors Network
Landmine Survivors Network (LSN) é uma organização, fundada em 1997 por dois sobreviventes norte-americanos de minas terrestres, que objetiva ajudar a comunidade sobrevivente a tornar-se uma força efetiva na campanha de elminação de minas-terrestres antiindividuais.